# Gilbert H. Herdt
Gilbert H. Herdt (ur. 24 lutego 1949) – amerykański antropolog. Położył zasługi na polu badań etnograficznych w Papui-Nowej Gwinei (lud Sambia) oraz badań rozwoju tożsamości homoseksualnych wśród młodzieży w Chicago.

## Twórczość książkowa (wybór)
- Guardians of the Flutes: Idioms of Masculinity (1981)
- Rituals of Manhood (1982)
- The Sambia: Ritual, Sexuality and Change in Papua New Guinea (1987)
- Third Sex, Third Gender (1994)
- Sambia Sexual Culture: Essays from the Field (1999)
- Moral Panics, Sex Panics (2009)
- Human Sexuality (współautorstwo, 2013)